# Li Zehou
Li Zehou (chinois traditionnel : 李澤厚 ; chinois simplifié : 李泽厚) était un érudit chinois en philosophie et en histoire intellectuelle,,. Il est considéré comme un érudit moderne influent de l'histoire et de la culture chinoises, dont les travaux ont joué un rôle central dans la période connue sous le nom de « Nouvelles Lumières » chinoises dans les années 1980,,.
Li Zehou est né à Ningxiang, Hunan, le 13 juin 1930,. Li est diplômé de l'Université de Pékin en 1954 et est devenu chercheur puis professeur à l'Académie chinoise des sciences sociales,. Li a été vice-président de longue date de la Société chinoise d'esthétique (1980-1998). Ses travaux sur l'esthétique, tels que « Le chemin de la beauté : une étude de l'esthétique chinoise », ont déclenché une « fièvre esthétique (美学热) » en Chine continentale dans les années 1980,,. Peu après le massacre de la place Tiananmen en 1989, Li a été sévèrement critiqué par les autorités chinoises pour avoir « empoisonné toute une jeune génération » et ses œuvres ont été interdites pendant plusieurs années.
En 1992, il a émigré aux États-Unis et a occupé des postes de professeur dans de nombreuses universités, notamment le Colorado College, l'Université du Michigan, l'Université du Wisconsin, le Swarthmore College et l'Université du Colorado à Boulder. Li est décédé aux États-Unis en 2021 à l'âge de 91 ans,,.